# Szutromińce
Szutromińce – wieś na Ukrainie w rejonie czortkowskim należącym do obwodu tarnopolskiego. 
W II Rzeczypospolitej wieś w powiecie zaleszczyckim województwa tarnopolskiego. W nocy z 13 na 14 października 1944 i w grudniu tegoż roku nacjonaliści ukraińscy zamordowali tutaj 30 Polaków, grabiąc i paląc polskie zagrody

## Linki zewnętrzne

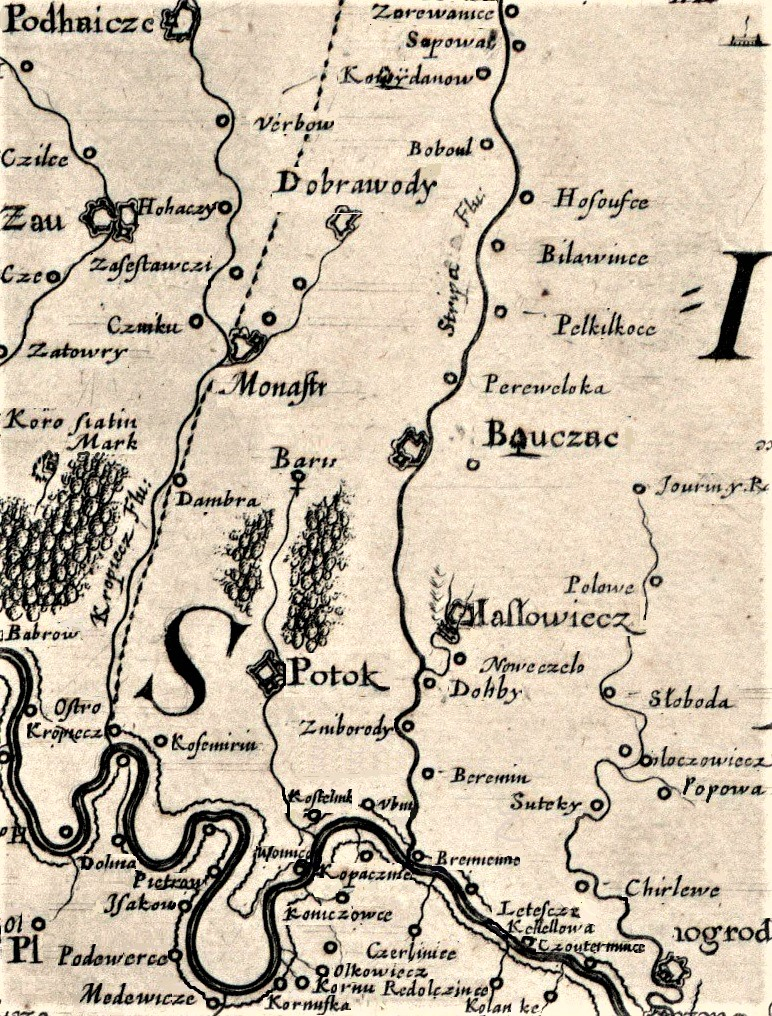
Szutromińce na mapie z 1650